# Ösophagusbreischluck
Ein Ösophagusbreischluck, umgangssprachlich für Ösophagografie, dient der Darstellung der Speiseröhre (Ösophagus) und des Übergangs der Speiseröhre in den Magen (ösophagogastraler Übergang) mit Hilfe von Röntgenstrahlen und eines barium- oder jodhaltigen oralen Kontrastmittels.

Schluckakt mit Passage des Kontrastmittels und Peristaltik

Kontrastmittel-Röntgenaufnahmen des Ösophagus (Ösophagogramme) und des ösophagogastralen Übergangs ermöglichen sowohl die Tumor-, Ulkus-, Fistel- und Divertikeldarstellung als auch eine Beurteilung des Schluckaktes insbesondere im Hinblick auf neurogene oder muskuläre funktionelle Schluckstörungen.
Für den Nachweis oder Ausschluss eines ösophagogastralen Refluxes ist die Methode ungeeignet.

## Einsatz bei Schluckstörungen (Dysphagie)
Bei Dysphagie wird der funktionelle Schluckablauf mit Darstellung der oralen, pharyngealen und ösophagealen Phase in zwei Ebenen (seitlich, anterior-posterior) untersucht. Wegen der großen Geschwindigkeit des Schluckablaufes erfolgt eine Aufzeichnung auf Film (Röntgenkinematographie) oder digital mittels Digital Spot Imaging bzw. Aufzeichnung auf Videobänder, um später den Schluckablauf in Zeitlupe oder Einzelbildern ansehen zu können. Der Vorteil der Filmaufnahme liegt in einer deutlich höheren örtlichen Auflösung mit bis zu 200 Bilder/s. Für digitale und Videoaufnahmen stehen 25–50 Bilder/s zur Verfügung. Verwendet werden Kontrastmittel unterschiedlicher Konsistenz bis hin zu Festkörpern („Bariumkekse“, „Bariumgelatinekugeln“), um die Funktion der Nahrungsaufnahme (flüssig-fest) simulieren zu können. Beurteilt werden die Fähigkeit, die Nahrung im Mund zu behalten (z. B. vorzeitiges, unkontrolliertes Ablaufen?), die Bewegung von Zunge, Gaumensegel und Unterkiefer zu Beginn des Schluckaktes, beim Einleiten des Abschluckens. Weiter dann der Verlauf im Rachen (einseitiges Schlucken?) mit besonderer Berücksichtigung des pharyngo-laryngealen Segmentes (Eindringen in den Kehlkopf oder weiter in die Luftwege?) und Übergang in die Speiseröhre. Wichtig auch, ob Reste im Sinus piriformis verbleiben (bei der Laryngoskopie als Speichelsee sichtbar). Im Bereich der Speiseröhre Beobachtung des Kontrastmitteltransports durch entsprechende Kontraktion der Speiseröhrenabschnitte und Beurteilung der Öffnung des unteren Ösophagussphinkters.
In einem experimentellen Setting wurde nachgewiesen, dass mittels Hochgeschwindigkeits-MRT eine 3D-Darstellung des Schluckaktes möglich ist, also ohne Strahlenbelastung durchgeführt werden kann.